# Élections législatives de 1965 en Haute-Volta
Les élections législatives de 1965 en Haute-Volta se déroulent le 7 novembre 1965 afin de renouveler les 75 membres de l'Assemblée nationale de la Haute-Volta. Il s'agit des premières législatives organisée depuis l'indépendance du pays le 5 aout 1960. Les élections ont lieu dans le cadre d'un régime à parti unique sous l'égide de l'Union démocratique voltaïque-Rassemblement Démocratique Africain (UDV-RDA), et cette dernière, dirigée par le président Maurice Yaméogo, remporte l'intégralité des sièges,.

## Résultats
|                           |                                                                  |           |       |        |               |  |  |  |  |
| Parti                     | Parti                                                            | Votes     | %     | Sièges | +/–           |  |  |  |  |
|                           | Union démocratique voltaïque-Rassemblement démocratique africain | 2 131 950 | 100   | 75     | 13            |  |  |  |  |
|                           |                                                                  |           |       |        |               |  |  |  |  |
| Suffrages exprimés        | Suffrages exprimés                                               | 2 131 950 | 99,98 |        |               |  |  |  |  |
| Votes blancs et invalides | Votes blancs et invalides                                        | 468       | 0,02  |        |               |  |  |  |  |
| Total                     | Total                                                            | 2 132 418 | 100   | 75     | en stagnation |  |  |  |  |
| Abstentions               | Abstentions                                                      | 55 823    | 2,55  |        |               |  |  |  |  |
| Inscrits / participation  | Inscrits / participation                                         | 2 188 241 | 97,45 |        |               |  |  |  |  |